# Dekanat orszański centralny
Dekanat orszański centralny – jeden z dwudziestu jeden dekanatów wchodzących w skład eparchii witebskiej i orszańskiej Egzarchatu Białoruskiego Patriarchatu Moskiewskiego.
Dziekanem jest jerej Oleg Krawczenko.

## Parafie w dekanacie[1]
- Parafia św. Aleksego Moskiewskiego w Orszy
  - Cerkiew św. Aleksego Moskiewskiego w Orszy
- Parafia św. Leonida Ust-Niedumskiego w Orszy
  - Cerkiew św. Leonida Ust-Niedumskiego w Orszy
- Parafia św. Michała Archanioła w Orszy
  - Cerkiew św. Michała Archanioła w Orszy
- Parafia Narodzenia Najświętszej Maryi Panny w Orszy
  - Cerkiew Narodzenia Najświętszej Maryi Panny w Orszy
- Parafia Opieki Matki Bożej w Orszy
  - Cerkiew Iwerskiej Ikony Matki Bożej w Orszy

- Parafia św. Spirydona Cudotwórcy w Orszy
  - Cerkiew św. Spirydona Cudotwórcy w Orszy

## Monastery
- Monaster Kuteiński (męski)
- Monaster Zaśnięcia Najświętszej Maryi Panny w Orszy (żeński)

## Galeria

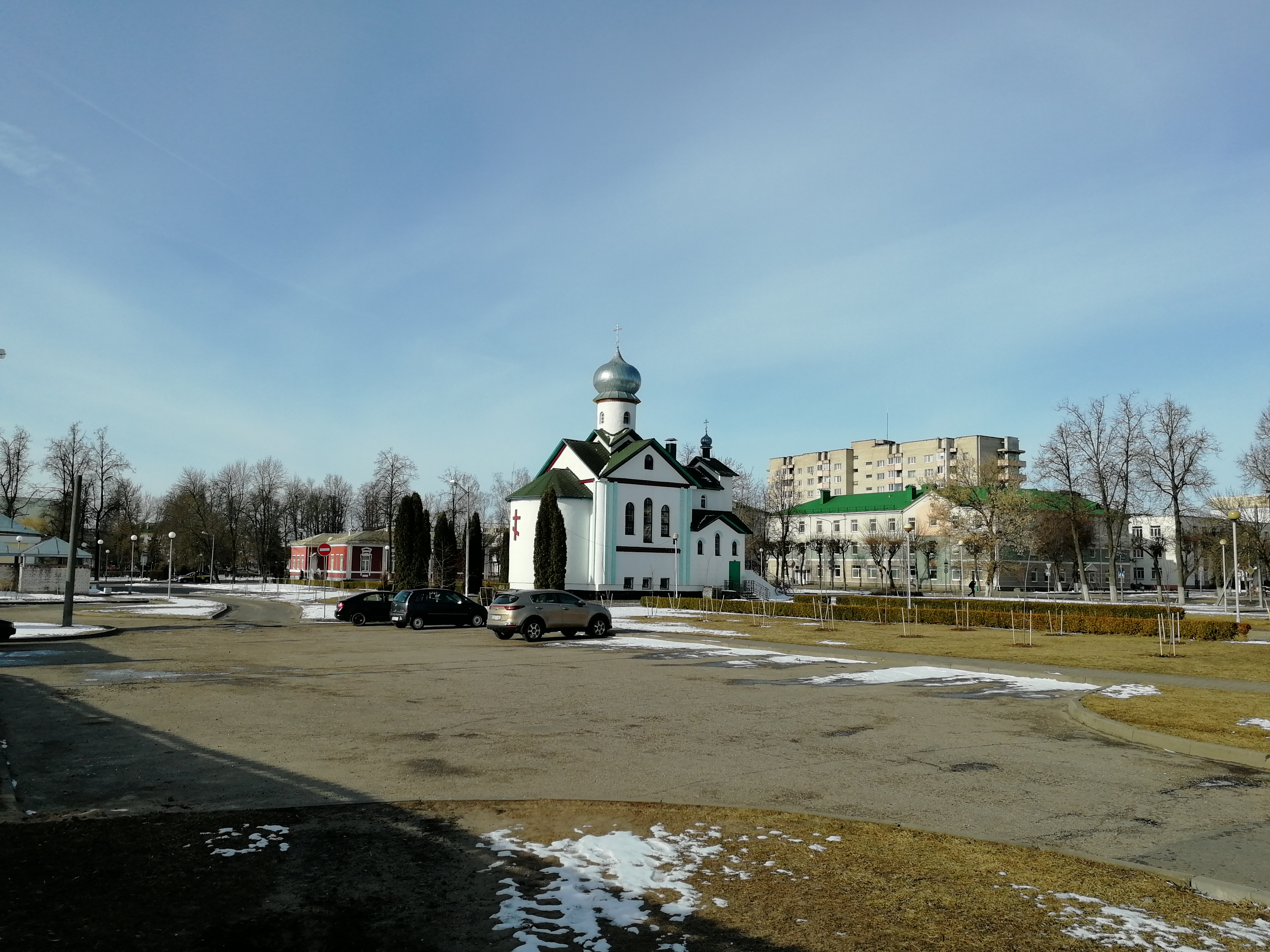
Cerkiew św. Leonida Ust-Niedumskiego w Orszy
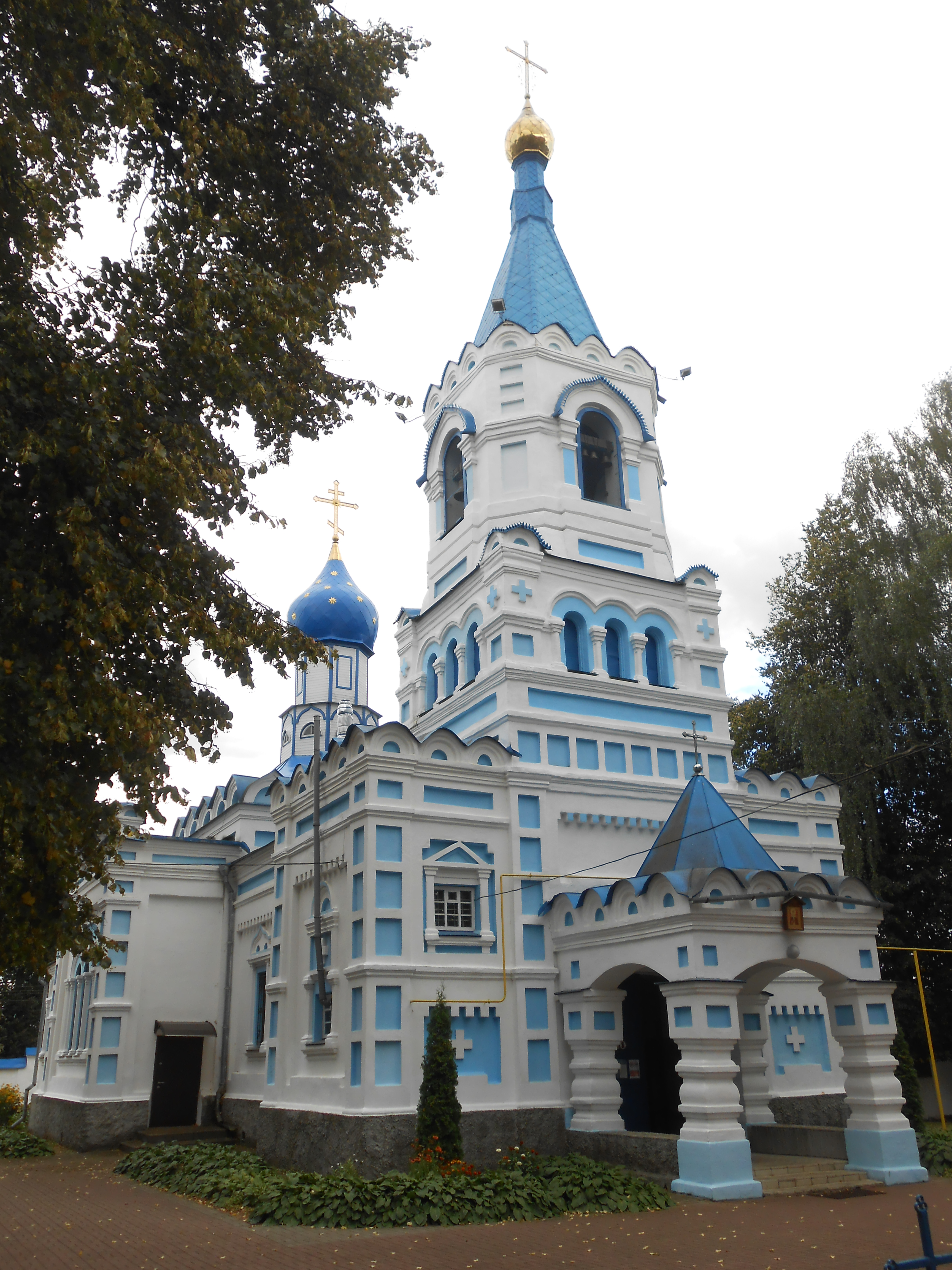
Cerkiew św. Proroka Eliasza w Orszy (Monaster Zaśnięcia Najświętszej Maryi Panny)
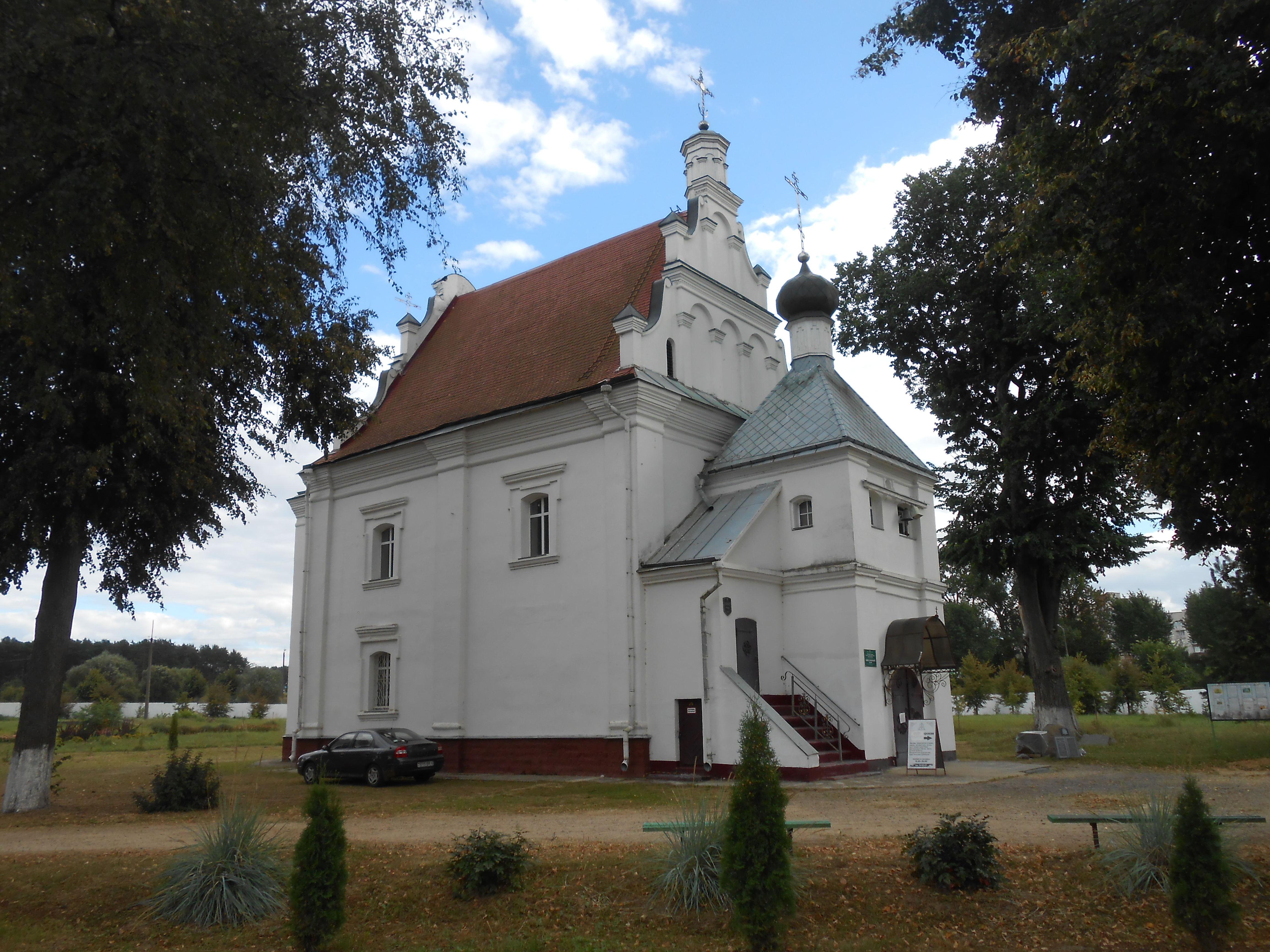
Cerkiew św. Trójcy w Orszy (Monaster Kuteiński)